# Esraa Warda
Esraa Warda (años 1990) es una ballarina y profesora algerina-estadounidense, especializada en danza raï.

## Trayectoria
Hija de una pareja de la diáspora argelina en Estados Unidos. Su padre, argelino, había emigrado a los EE. UU. en los años 90, durante la Guerra Civil argelinay trabajó como vendedor de comida en Manhattan, mientras que su madre trabajó de  conserje. Warda se crio en Brooklyn.
Descubrió los distintos estilos de danza cuando fue a Argelia con su familia. Defiendió la danza como un patrimonio y una defensa de la feminidad en la familia y otros espaciospero hacer del baile tradicional una profesión, el convertirse en bailarín y/o cantante profesional de obras tradicionales, una chikhat, seguía siendo poco habitual. De hecho, la palabra chikhat en sí puede ser un insulto, ya que la colonización sexualizó varias danzas tradicionales del norte de África, asociándolas con fantasías sobre mujeres orientales.
Warda se licenció en ciencias políticas por el programa de Estudios de la Mujer en el City College de Nueva York. Dentro de la comunidad estudiantil, también participó en la acción cívica por la justicia social y en la promoción de las artes tradicionales.
Optó por dedicarse profesionalmente al ejercicio de las danzas tradicionales argelinas, creando una enseñanza de estas técnicas tradicionales y estudiando las variaciones según las diferentes regiones del Magreb. Recibió el apoyo por artistas como Cheikha Rabia.

## Reconocimientos
En 2022, fue seleccionada en la lista de las 100 mujeres BBC que la reconocía como una de las mujeres más influyentes del año.